# سینما کوکا-کولا پلازا
سینما کوکا-کولا پلازا (به استونیایی: Coca-Cola Plaza) یک مجموعه سینمایی در شهر تالین، استونی است.
این سینما در سال ۲۰۰۱ با ۱۱ سالن و ظرفیت کلی ۱۸۹۶ نفر افتتاح شده‌است. مجموعه کوکا-کولا پلازا قابلیت پخش فیلم‌های سه‌بعدی، اجرا تئاتر و پخش زنده از تالار اپرای متروپولیتن نیویورک و تئاتر ملی سلطنتی لندن و رویدادهای ورزشی را دارد.